# Pristimantis duende
Pristimantis duende es una especie de anfibio anuro de la familia Craugastoridae.

## Distribución
Esta especie es endémica del departamento de Valle del Cauca en Colombia. Habita en el municipio de Riofrío a unos 3.450 m sobre el nivel del mar en la cordillera occidental en el páramo del Duende en el Cerro Calima.

## Etimología
Su nombre de especie fue dado en referencia al lugar de su descubrimiento, el páramo del Duende.

## Publicación original
- Lynch, 2001 : A small amphibian fauna from a previously unexplored Paramo of the Cordillera Occidental in western Colombia. Journal of Herpetology, vol. 35, n.º 2, p. 226-231[6]